# 컬러 텔레비전

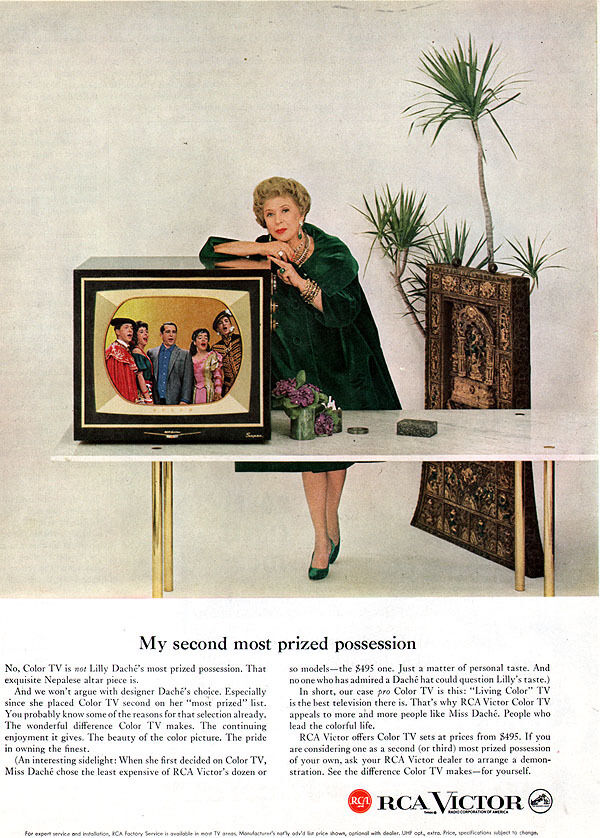
1959년의 컬러 텔레비전 광고

컬러 텔레비전(color television)은 색채 신호가 (적, 녹, 청)의 3원색의 영상신호로 구성된 텔레비전을 일컫는 말이다.

## 기계적 컬러 텔레비전
실험적인 컬러 텔레비전은 1928년 호반네스 에드미안에 의해 영국 런던에서 시연되었다. 존 로지 베어드는 1938년 2월 4일에 런던의 도미논 극장에서 스크린에 전자총을 쏘아 120 라인의 이미지를 보내는 세계의 첫 번째 컬러 방송을 개발했다. 1939년, 피터 칼 골드마크라는 헝가리 엔지니어는 연속되는 컬러 방송 체계를 CBS에서 발명했다. 1940년 9월 3일에 시연된 이 체계는, 빨강, 녹색 및 파란색이 있는 컬러 휠을 빨리 돌려서 보이는 장치였다. 이 100 라인 체계는 흑백 세트보다는 적게 시장에 퍼졌고, 대부분의 텔레비전 세트에는 343 라인이 사용되고 있다.
1954년 미국에서 컬러 텔레비전 방송이 처음으로 시작되었다.

## 전자식 컬러 텔레비전
1939년에 독일에서 전자식 컬러 텔레비전의 기술이 시연되었고 본격적으로 시연된 것은 1970년대 중반부터이다. 현재 사용되는 컬러 텔레비전은 이 기술 형식이다.

## 역사와 채용
아시아 최초로 컬러방송을 실시한 일본에서는, NHK, 도쿄 방송, 요미우리 TV에서 1960년 9월 10일부터 NTSC 체계의 컬러 텔레비전 방송을 실시했다.(NTSC-J라 불린다.) 필리핀은 1966년 아시아에서 NTSC 기준에 있는 컬러 텔레비전을 방송하여 일본에 이어서 컬러방송을 하는 두 번째 국가가 되었다.
대한민국은 이미 1977년부터 컬러 텔레비전을 제조하여 수출하고 있었으며, 방송국 역시 앞선 1974년부터 컬러 텔레비전 방송을 할 수 있는 여력을 갖추고 있었으나, 당시 대통령인 박정희의 반대로 방송을 시작하지 못했다고 한다. 그러나 전두환이 정권을 잡아 제5공화국이 출범하면서 컬러 텔레비전 방송할 것을 결정하였고, 이에 1980년 12월 1일 KBS 1TV을 시작으로 1980년 12월 22일부터 KBS 2TV와 MBC TV에서도 방송하면서 대한민국에서도 컬러 텔레비전 방송하였으며, 본격적인 컬러 텔레비전 방송은 1981년 1월 1일부터 시작했다.